# Danielle Darrieux
Pour les articles homonymes, voir Darrieux.
Danielle Darrieux, née le 1er mai 1917 à Bordeaux (Gironde) et morte le 17 octobre 2017 à Bois-le-Roi (Eure), est une actrice et chanteuse française.
Au cours d'une des plus longues carrières cinématographiques — 110 films sur huit décennies —, elle a traversé l’histoire du cinéma parlant de 1931 à 2010.
Au début de sa carrière, Danielle Darrieux passe des rôles de jeunes filles ingénues dans des comédies musicales, à ceux de jeunes filles romantiques de drames historiques (Marie Vetsera dans Mayerling en 1936, Catherine Yourevska dans Katia en 1938). On la voit ensuite notamment dans les mélodrames et les comédies d'Henri Decoin, dont Abus de confiance (1938), Retour à l'aube (1938), Battement de cœur (1939), Premier Rendez-vous (1941), La Vérité sur Bébé Donge (1952) et surtout les films de Max Ophuls, qui, après la bourgeoise de La Ronde, lui fera jouer une prostituée dans Le Plaisir et une aristocrate dans Madame de.... Elle tourne également pour Jacques Demy dans deux comédies musicales Les Demoiselles de Rochefort (1967) et Une Chambre en ville (1982) pour lequel elle est nommée au César de la meilleure actrice dans un second rôle, l'année suivante. Elle renoue avec le genre vingt ans plus tard avec Huit Femmes de François Ozon qui lui vaut une seconde nomination dans la même catégorie.
La comédienne mène également une carrière internationale, qui la conduit en Italie, au Royaume-Uni, et aux États-Unis où elle tourne pour Universal Studios, la MGM et United Artists. Vingt ans avant Brigitte Bardot, cette comédienne imposait ses initiales : DD,,,.

## Biographie

### Enfance
Née au sein d'une famille de mélomanes, Danielle Yvonne Marie Darrieux voit le jour à Bordeaux mais passe son enfance à Paris. Son père Jean Darrieux, bordelais, est ophtalmologue ; sa mère Marie-Louise Darrieux-Witkowski qui a des ascendances alsacienne, polonaise et provençale (familles Witkowski, Boitel, Ehrenpfort, Bez, Guigues, Imbert), est une célèbre cantatrice. Elle a un frère cadet, Olivier (1921-1994), qui deviendra lui aussi acteur.
La mort prématurée de son père d'une crise cardiaque, alors qu'elle n'a que sept ans, contraint sa mère à donner des leçons de chant pour subsister. Danielle Darrieux en retire très tôt un goût prononcé pour la musique. Elle est dotée d’une voix menue, mais juste et claire. Elle prend également des cours de violoncelle et de piano, puis, à quatorze ans, entre en classe de violoncelle au Conservatoire national supérieur de musique de Paris.

### Débuts
Par l’intermédiaire du mari d’une élève de sa mère, Marie Serta, elle apprend que deux producteurs, Delac et Vandal, cherchent une héroïne de treize ou quatorze ans pour leur prochain film. Elle se présente aux studios d’Épinay et fait des essais qui se révèlent concluants. Elle débute à 14 ans dans Le Bal (1931) de Wilhelm Thiele et, séduisant les producteurs par son allant et sa spontanéité, elle obtient immédiatement un contrat de cinq ans. Ne pensant pas alors exercer le métier d'actrice, elle n'a jamais pris de cours d'art dramatique, préférant entrer à l'École commerciale, puis prendre des cours de dessin à l'académie Julian, tout en continuant à jouer du violoncelle, son « violon d'Ingres ».
Sa carrière commence avec des rôles de gamine facétieuse et fantasque aux côtés d'acteurs populaires du cinéma français d'avant-guerre : Jean-Pierre Aumont, Henri Garat, Pierre Mingand et surtout Albert Préjean avec qui elle forme, en six films, le couple de charme des comédies musicales françaises des années 1930 (La crise est finie, Dédé, etc.). Elle tourne dans plusieurs productions franco-allemandes de l'entre-deux-guerres, allant de Paris à Berlin et parfois à Prague et à Budapest. Dès son premier film, elle chante et crée, dans bon nombre de ses films (bien souvent des compositions de Georges van Parys), des chansons populaires qui deviendront des succès : La crise est finie, Un mauvais garçon, Une charade et Premier rendez-vous.
Durant cette période, elle tourne dans Mauvaise Graine (sorti en 1934), co-réalisé par Alexandre Esway et par un scénariste autrichien exilé fuyant l’Allemagne nazie, Billy Wilder, et tourné en décors naturels dans les rues de Paris. « C’était une sorte de film d’avant-garde » dira Wilder dont c'était le premier film.
Elle devient, en 1935, l'épouse du réalisateur Henri Decoin, rencontré un an plus tôt lors du tournage de L'Or dans la rue. Il lui fait tourner des comédies comme J'aime toutes les femmes, Le Domino vert, Mademoiselle ma mère, etc.

On la surnomme alors « la fiancée de Paris » et elle rencontre déjà le succès : 

« Le succès, c’est un mystère, j’ai réussi peut-être parce que mon personnage n’était pas courant sur les écrans : je veux dire par là que je n’étais simplement qu’une jeune fille, alors que les autres gamines de quatorze ans jouaient déjà à la vamp. »

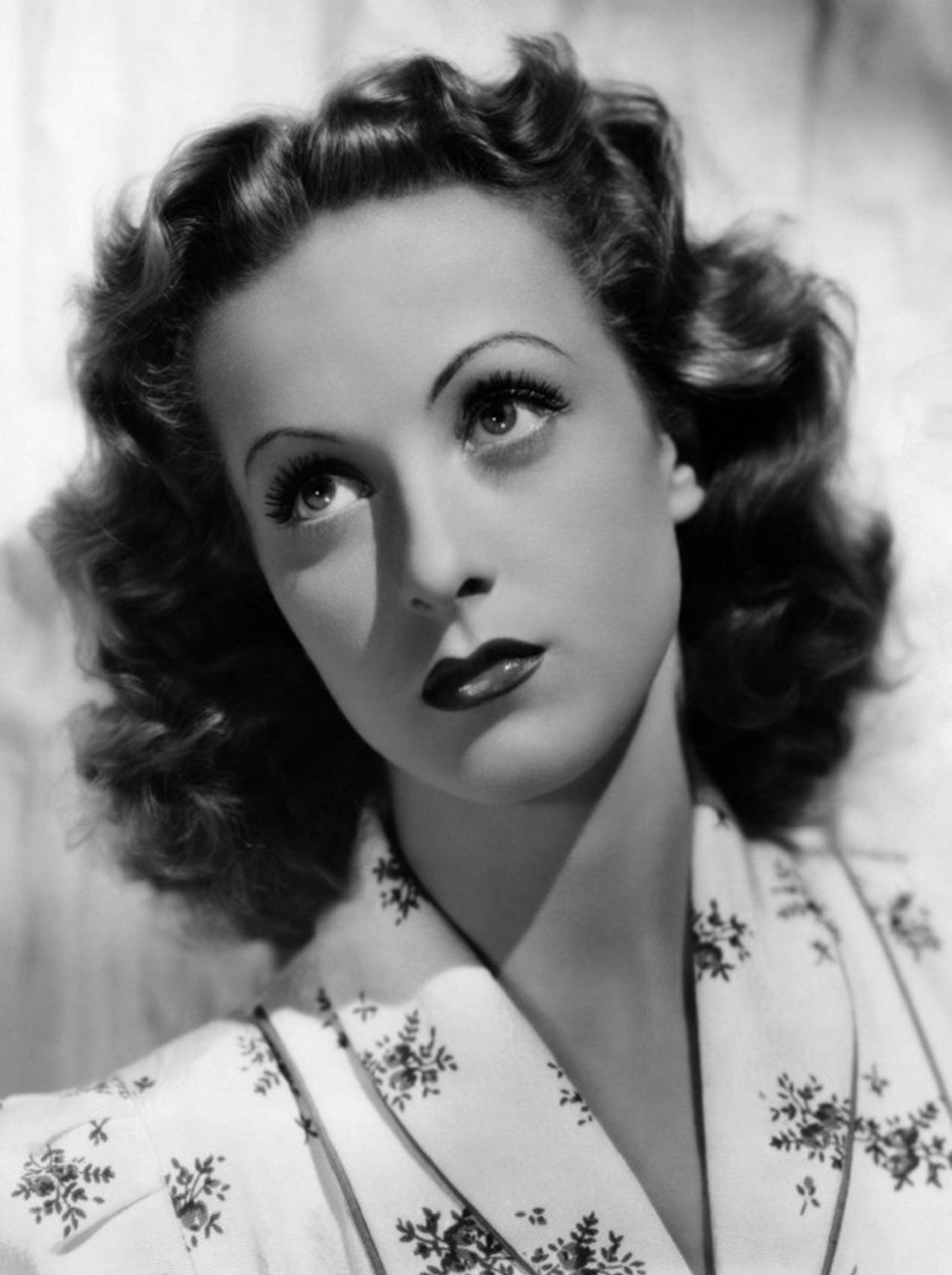
La Coqueluche de Paris (1938).

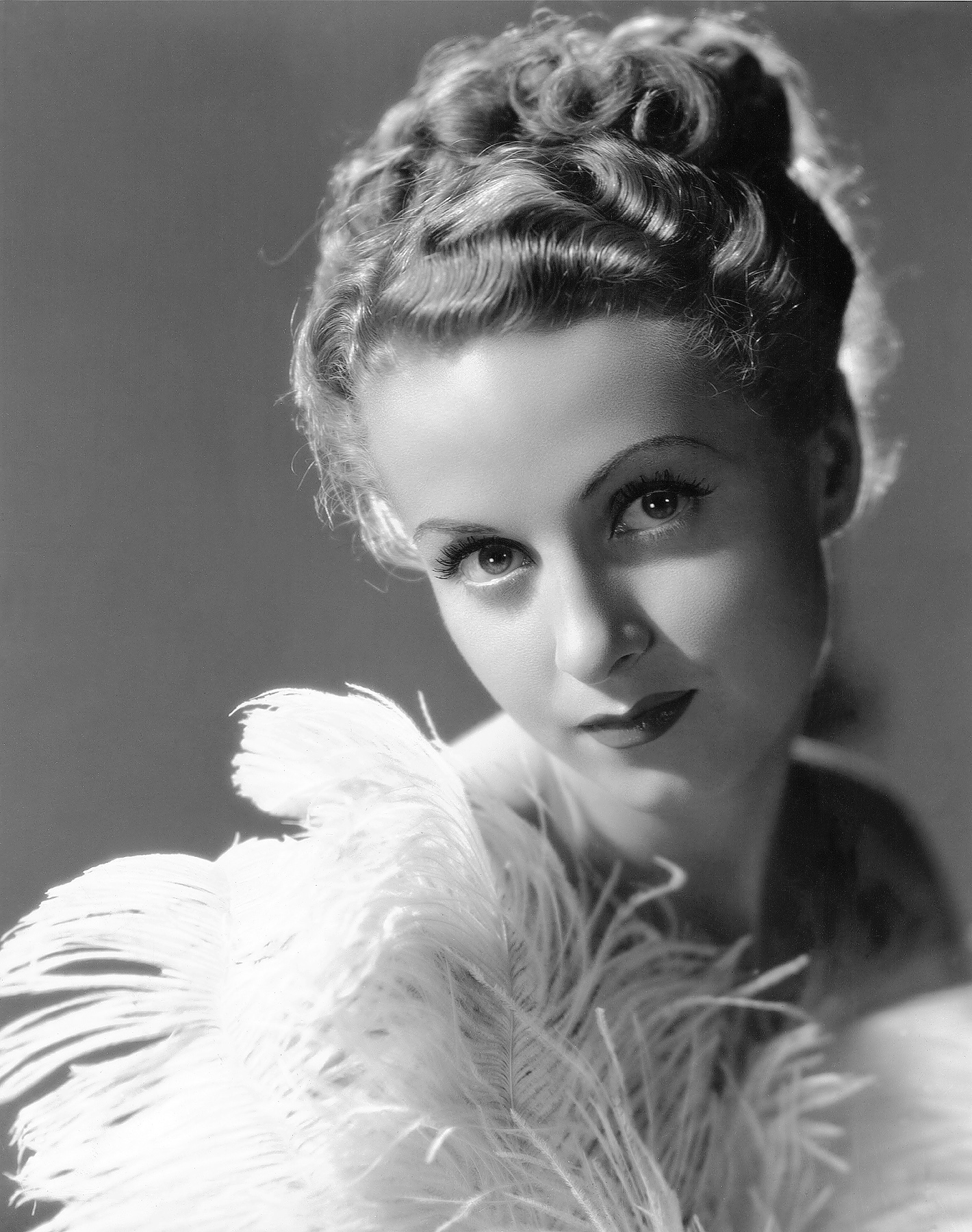
Également dans La Coqueluche de Paris.

Toujours en 1935, Anatole Litvak lui offre un rôle plus dramatique. Dans Mayerling, elle interprète une fragile et touchante comtesse Marie Vetsera aux côtés de Charles Boyer, déjà star en Amérique du Nord. Le film connaît un succès mondial qui lui ouvre les portes d’Hollywood : elle signe un contrat de 7 ans avec les studios Universal. En septembre 1937, accompagnée de son mari, elle s’embarque pour Hollywood à bord de Normandie pour aller tourner son premier film américain en 1938, La Coqueluche de Paris avec Douglas Fairbanks Jr.. Nino Frank, journaliste, déclare : « Danielle Darrieux débute à Hollywood et elle le fait avec une grâce extrêmement nuancée, un charme dépourvu de timidité, un talent qui enchante parce qu’elle est à l’aise et ne le brandit pas comme un drapeau. » Mais très vite elle s’ennuie à Hollywood et préfère casser son contrat. Elle rentre en France à bord de Normandie au mois de mai 1938.
Entre-temps, Danielle Darrieux a déjà tourné dans le film de Maurice Tourneur, Katia, qui exploite le succès et la magie de Mayerling.
Henri Decoin confirmera également le talent dramatique de Danielle Darrieux avec Abus de confiance et Retour à l'aube, et surtout, profitant de son expérience acquise aux États-Unis, il tourne Battement de cœur.
Danielle Darrieux déclare à propos d'Henri Decoin :

« … J’ai toujours eu une absolue confiance en lui et je lui ai obéi en tout. Sans ses conseils, son flair et son appui, je serais sans aucun doute restée une jolie fille chantant et bêtifiant dans des productions mineures et j’aurais probablement quitté le métier assez rapidement. Il a su me mettre en valeur et me persuader que je pouvais jouer de grands rôles dramatiques. Il a même écrit pour moi, m’imposant ainsi dans un emploi où personne ne m’imaginait et ne me voulait. Il m’encourageait quand je perdais confiance ou quand je voulais abandonner. C’est à lui, et à lui seul, que je dois d'être ce que je suis devenue. »

Les trois derniers films de Decoin sont des succès et Darrieux est l’une des vedettes les plus populaires du moment.

« … Le public plébiscite, ovationne Danielle Darrieux. Les femmes portent à son instar des cravates, des jupes souples, les cheveux ondulés et libres sur les épaules… N’est-elle pas (sondage de La Cinématographie française) la plus populaire des vedettes ? N’est-elle pas copiée par toutes les jeunes femmes et jeunes filles qui voudraient posséder son aisance, sa joyeuseté, son élégance jamais tapageuse, toujours dans le vent ? »

Darrieux tourne un nouveau film avec Decoin, Coup de foudre, mais la guerre est déclarée et le film interrompu restera inachevé. Elle séjourne avec lui dans une villa au style basque à Saint-Palais-sur-Mer (près de Royan, en Charente-Maritime) surplombant la plage de Nauzan.

### Les années de guerre
Divorcée d’Henri Decoin, en 1941, avec qui elle conservera toujours des relations amicales, Danielle accepte, la même année, de tourner dans Premier Rendez-vous pour la Continental.

« Comme j’avais – à l’instar de beaucoup de mes camarades – tourné en Allemagne avant la guerre, je n’avais pas une idée bien précise de ce que représentait cette compagnie. »

Le film et la chanson éponyme connaissent un énorme succès.
Elle rencontre Porfirio Rubirosa, « en provenance du Tout-Vichy », ambassadeur de la République dominicaine, qui sera soupçonné d’espionnage contre l’Allemagne au point d’être interné à Bad Nauheim (Haute-Hesse). Alfred Greven, directeur de la Continental, exige de Danielle Darrieux, si elle ne veut pas que « la personne qui lui était chère eût de gros ennuis », de tourner deux autres films, Caprices et La Fausse Maîtresse, qui sont des succès.
Elle fait également partie du voyage à Berlin de mars 1942 (dans ce qui sera appelé le « train de la honte ») en compagnie d’autres acteurs français sous contrat avec la Continental, dont Albert Préjean, René Dary, Suzy Delair, Junie Astor et Viviane Romance,,. Dans un documentaire diffusé sur Arte au début des années 1990, elle déclare qu’elle n'est partie en Allemagne qu'après un accord avec les Allemands l'assurant de pouvoir rencontrer son fiancé incarcéré Porfirio Rubirosa. On lui reprochera cependant ce voyage.
Une fois son fiancé libéré, elle rompt son contrat avec la Continental, et l'épouse en septembre 1942 à Vichy. Ils passent la fin de la guerre en résidence surveillée à Megève puis, sous un faux nom, dans la région parisienne. Elle n'est que peu inquiétée à la Libération, notamment grâce au statut diplomatique de son époux.

### L'après-guerre

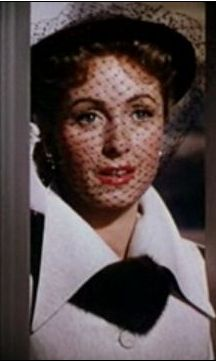
Riche, jeune et jolie (1951).

Après trois ans d’interruption, Danielle Darrieux revient à l’écran décidée à tourner la page des rôles de jeunes filles écervelées de ses débuts.
Après quelques années un peu grises, elle se remarie une troisième et dernière fois le 1er juin 1948 avec Georges Mitsinkidès avec qui elle adopte son unique fils Mathieu, et commence une seconde carrière.
Jean Cocteau avait envisagé, quelques années plus tôt, d’adapter La Princesse de Clèves avec Danielle Darrieux. Après quelques films mineurs, il fait appel à elle pour interpréter la reine d’Espagne dans Ruy Blas (1948) de Pierre Billon avec Jean Marais. Mais c’est Claude Autant-Lara qui, l’employant différemment, lui donne l’occasion de renouer avec le succès avec trois films, un vaudeville Occupe-toi d'Amélie (1949), où elle joue une femme entretenue de la Belle Époque, dans Le Bon Dieu sans confession (1953) où, rouée et ambiguë, elle interprète la garce assumée et Le Rouge et le Noir.
À nouveau, Henri Decoin la sollicite et l’impose dans un rôle très noir dans La Vérité sur Bébé Donge (1952) avec Jean Gabin où elle incarne une épouse aimante et bafouée qui devient une meurtrière statufiée. Elle fera deux autres films avec Decoin, un polar, Bonnes à tuer, et un film historique, L'Affaire des poisons, où elle incarne Madame de Montespan.
Dans les années 1950, elle retrouve Hollywood pour quelques films. Elle chante et danse dans une comédie musicale aux côtés de Jane Powell dans Riche, jeune et jolie. Elle est choisie par Joseph Mankiewicz pour incarner la comtesse Anna Slaviska dans L'Affaire Cicéron avec James Mason, elle joue également la mère de Richard Burton (pourtant son cadet de sept ans seulement) dans Alexandre le Grand (1956) de Robert Rossen.

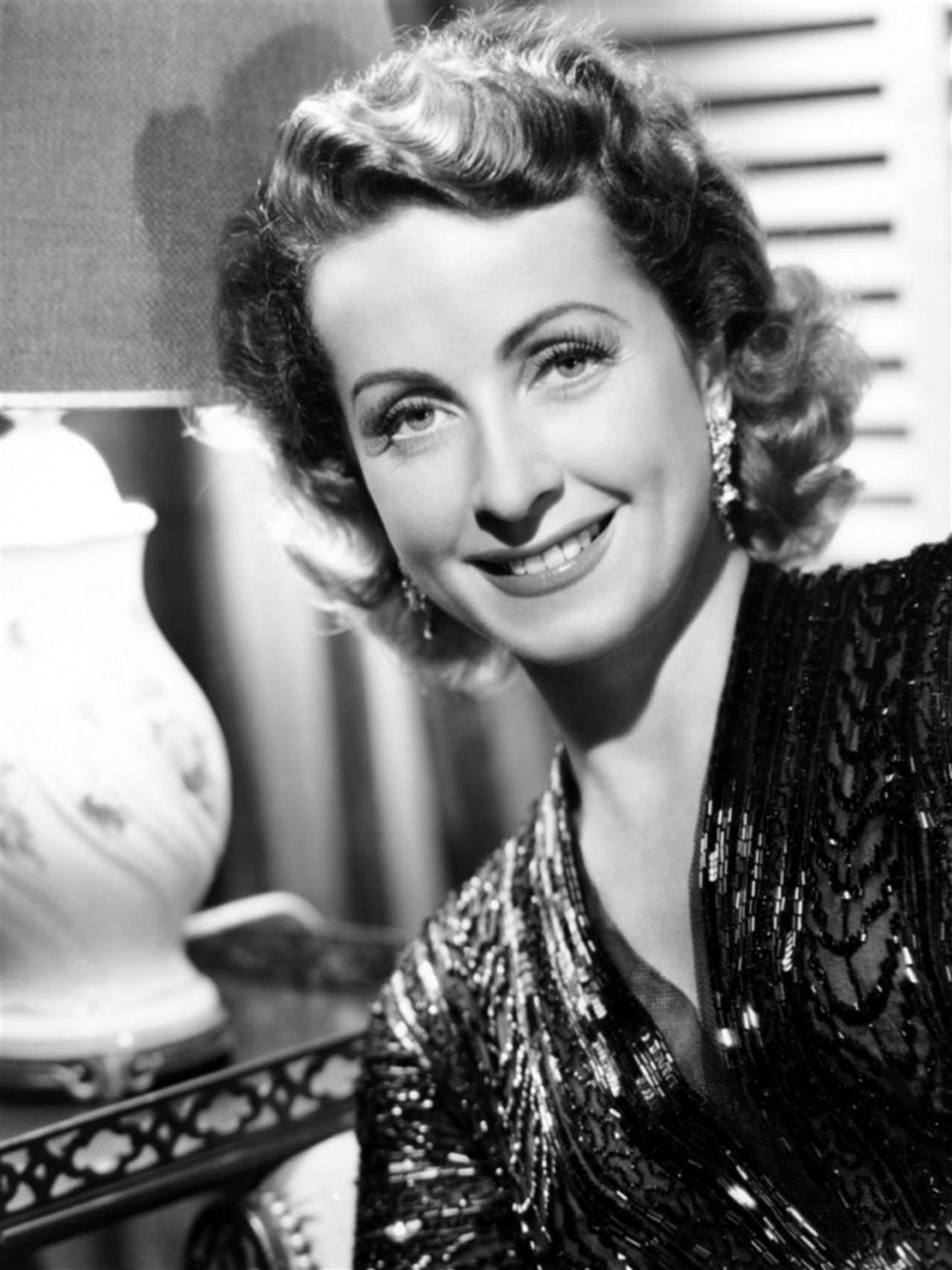
L'Affaire Cicéron (tournage en 1951).

Un grand directeur d’actrices va exploiter son talent de tragédienne et, revenu de son exil américain, Max Ophuls fait de Darrieux, au début des années 1950, son égérie.
Elle tourne dans trois films majeurs : La Ronde (1951) où elle incarne une épouse infidèle que ni son mari ni son amant ne parviennent à satisfaire ; Le Plaisir (1952) et surtout Madame de... Film qui commence comme une comédie légère et sombre dans le drame. Danielle Darrieux y est comparée à Dietrich et à Garbo.
Karl Guérin écrira sur cette collaboration : 

« … de La Ronde au Plaisir, du Plaisir à Madame de…, les personnages interprétés par Danielle Darrieux découvrent la réalité du masque social dont ils finissent par être les victimes. Errant au milieu de tous les bonheurs possibles et jamais réalisés, celle qui fut la plus célèbre ingénue du cinéma français semble de film en film découvrir avec naïveté et étonnement l’univers des sensations et des passions. Parvenir à animer d’un frémissement ce visage et ce corps si ordinairement élégants, parvenir à attirer à la lumière du jour un peu de la femme dissimulée derrière l’image frivole et rassurante chère à l’actrice : voilà l’indice d’un certain plaisir ophulsien dont Danielle Darrieux fut plus que tout autre la victime consentante. »

Elle tourne aussi avec les plus grands acteurs de l’époque, tels Jean Gabin, Jean Marais, Jeanne Moreau, Bourvil, Fernandel, Michèle Morgan… Elle donne également la réplique à Gérard Philipe dans deux adaptations de classiques de la littérature, en amoureuse éplorée dans Le Rouge et le Noir (1954) de Claude Autant-Lara d’après Stendhal et en femme d’affaires mêlant autorité et séduction dans Pot-Bouille (1957) de Julien Duvivier d’après Zola, deux énormes succès.
Sous la direction de Duvivier, elle est entourée d’acteurs comme Paul Meurisse, Lino Ventura, Serge Reggiani, Bernard Blier… dans un huis clos dramatique, Marie-Octobre (1959), dans lequel elle incarne une résistante. Elle tournera encore avec Marcel L'Herbier, Sacha Guitry, Christian-Jaque, Marc Allégret, Henri Verneuil, etc.

### Les années 1960 et 1970
La nouvelle vague la fait tourner, Claude Chabrol dans Landru (1962) dans le petit rôle d'une victime assassinée (qui n'est guère concluant) et Jacques Demy lui offre le rôle de la mère de Françoise Dorléac et Catherine Deneuve dans Les Demoiselles de Rochefort (1967). Elle reste, dans cette comédie musicale, la seule comédienne non doublée au chant.
Parallèlement, elle retourne au théâtre. Après avoir fait ses débuts en 1937 dans une pièce d’Henri Decoin Jeux dangereux et quelques pièces au cours des deux décennies suivantes (Sérénade à trois de Noël Coward, Faisons un rêve de Sacha Guitry…), Françoise Sagan, scénariste du Landru de Chabrol, lui offre un rôle en or en 1963, dans La Robe mauve de Valentine.
Dominique Delouche, jeune cinéaste, la sollicite pour deux films, Vingt-quatre heures de la vie d'une femme (1968), un film que Max Ophuls voulait déjà tourner avec elle et Divine (1975), une comédie musicale.

Elle fit aussi un tour de chant en 1967. À partir des années 1970, Danielle Darrieux partage équitablement sa carrière entre théâtre, télévision et cinéma. Une de ses fiertés théâtrales est d’avoir joué et chanté en anglais à Broadway en 1970, dans la comédie musicale Coco interprétant le rôle de Coco Chanel qui avait été joué auparavant par son idole Katharine Hepburn. La critique newyorkaise salua sa performance. 

« […] Je reprenais le rôle de Coco Chanel, que Katharine Hepburn, mon idole, avait tenu durant sept mois […] C’est la seule personne à qui j’ai demandé un autographe. Je l’adorais. À mes yeux, il n’y avait personne de plus talentueux qu’elle. Dès mon arrivée à New York, elle a été adorable. Elle m’a emmenée dîner chez elle et m’a offert deux tailleurs Chanel. « Je ne m’habille jamais comme ça », m’a-t-elle expliqué. « Moi non plus ! », lui ai-je répondu. On était parfaites pour ce rôle toutes les deux ! »

### Les années 1980
À Demy, en 1982, elle a précisé : « Je suis un instrument, il faut savoir jouer de moi, alors on sait en jouer ou on ne sait pas. » « Un instrument, oui, rétorquera Demy, mais un Stradivarius. ». Jacques Demy reprend alors le projet d’un film abandonné sept ans plus tôt, Une chambre en ville. Apprenant cela, Danielle Darrieux contacte le réalisateur, démarche qu’elle n’avait jamais entreprise pour aucun film, en espérant interpréter la baronne Margot Langlois, rôle prévu auparavant pour Simone Signoret. Demy, qui s’était toujours promis de retrouver l’actrice, n’osait pas la solliciter pour incarner le rôle d’une alcoolique. Danielle Darrieux effectue son retour pour ce film, un drame social entièrement chanté (seule elle et Fabienne Guyon chantent avec leur propre voix), succès critique mais échec public.
Paul Vecchiali la dirige dans En haut des marches (1983). Elle y incarne le premier rôle d’une institutrice, très proche de la propre mère du cinéaste, qui revient à Toulon quinze ans après la guerre, et affronte les souvenirs liés à la mort de son mari, accusé de collaboration et assassiné à la Libération. Elle y chante trois chansons. Danielle Darrieux avait déjà fait une apparition dans son premier film Les Petits Drames, et le retrouvera plus tard dans un téléfilm de 1988 avec Annie Girardot, Le Front dans les nuages.
André Téchiné, après un projet avorté Les Mots pour le dire, parvient à réunir Catherine Deneuve et Danielle Darrieux, à nouveau mère et fille, dans Le Lieu du crime (1986).
Par la suite, Benoît Jacquot lui donne le rôle d'une vieille excentrique, qui veut venger la mort de son amie, dans Corps et biens, Claude Sautet la hisse en directrice d’une chaîne de magasins, mère de Daniel Auteuil dans Quelques jours avec moi, et elle retrouve deux complices de toujours, Micheline Presle et Paulette Dubost, dans Le Jour des rois.
Elle donne sa voix à la comédie musicale Émilie Jolie de Philippe Chatel (version de 1997) en interprétant le rôle de l'horloge.

### Les années 2000
Danielle Darrieux redouble d’activité dans les années 2000. Après le succès au théâtre d'Oscar et la Dame rose, François Ozon lui fait tourner son 106e film, qui marque ses soixante-dix ans de carrière, dans Huit Femmes et en fait l'une des suspectes. Mère de Catherine Deneuve pour la troisième fois, elle y chante le poème d'Aragon mis en musique par Georges Brassens, Il n'y a pas d'amour heureux. En 2006, elle joue le premier rôle dans Nouvelle Chance d'Anne Fontaine aux côtés d'Arielle Dombasle. En 2007, à 90 ans, elle joue la victime dans L'Heure zéro, adaptation d’un roman d’Agatha Christie, et prête sa voix à la grand-mère de Marjane dans le film d’animation Persepolis. En 2008, elle prévoyait de remonter une dernière fois sur scène dans La Maison du lac avec Jean Piat, mais une chute lors des dernières répétitions l'en empêche. Enfin, en 2009, à 92 ans, elle apparaît dans Une pièce montée de Denys Granier-Deferre, aux côtés de Jean-Pierre Marielle.

### Fin de vie
Danielle Darrieux entre dans le cercle des actrices centenaires le 1er mai 2017, rejoignant Suzy Delair (1917-2020), Renée Simonot (1911-2021), Gisèle Casadesus (1914-2017), Olivia de Havilland (1916-2020) ou encore Marsha Hunt (1917-2022).

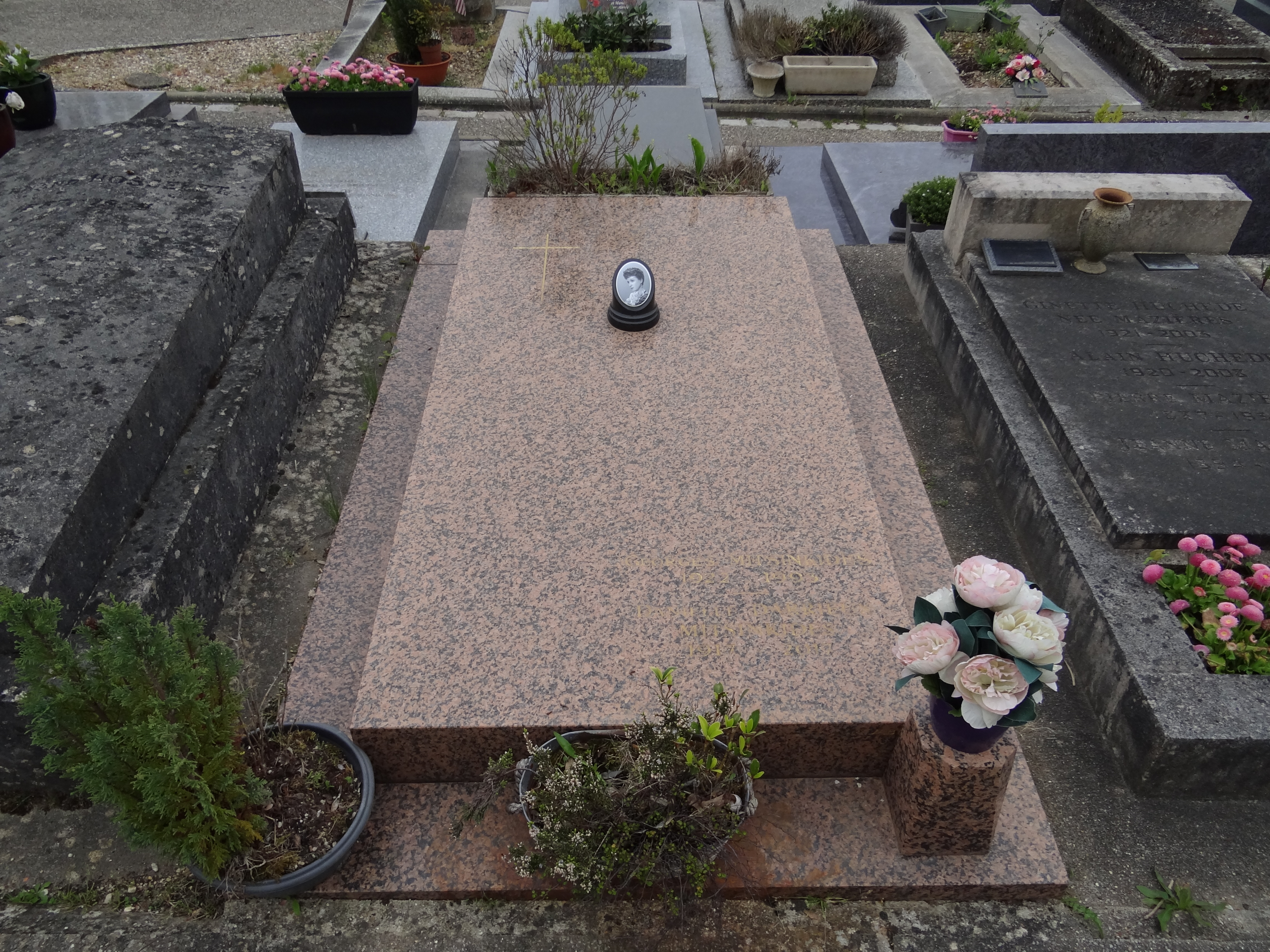
La tombe de Danielle Darrieux au cimetière de Marnes-la-Coquette (Hauts-de-Seine).

Aveugle, un peu diminuée mais en bonne santé, l’actrice meurt dans son sommeil le 17 octobre 2017, à 13 heures, des suites d'une chute à son domicile de Bois-le-Roi, à l’âge de 100 ans,. Ses obsèques ont lieu en l'église Saint-Jean-Baptiste de cette commune le 25 octobre, en présence de Line Renaud, Dominique Lavanant, François Ozon et Dominique Besnehard. Elle est inhumée dans le cimetière de Marnes-la-Coquette (Hauts-de-Seine).

### Vie privée
En 1935, Danielle Darrieux épouse le cinéaste Henri Decoin (mort en 1969). Ils divorcent en 1941.
Le 18 septembre 1942, elle épouse à la mairie de Vichy Porfirio Rubirosa, un diplomate dominicain (mort en 1965), rencontré à l'hôtel de Lamballe (16e arrondissement de Paris),. Cette noce célébrée dans la discrétion dans la capitale du régime de Pétain continue de porter son lot d’ambiguïtés que l’actrice a toute sa vie durant réfuté. Le couple s'installe en résidence surveillée à Megève, en Haute-Savoie, jusqu'à la fin de la guerre et divorce en 1947.
Après une liaison avec le comédien Pierre-Louis, elle épouse le 1er juin 1948 le scénariste Georges Mitsinkidès (mort en 1991). Ils adoptent un garçon, Mathieu. Celui-ci meurt en 1997 à l'âge de 40 ans. Mathieu était marié depuis 1985 à Sylvie Poiret, la fille de Jean Poiret et de l'écrivaine Françoise Dorin. Ensemble, ils ont eu deux enfants, Thomas et Julien.
Danielle Darrieux a possédé une demeure à Cœur-Volant à Louveciennes ainsi qu'une maison de campagne à Fourcherolles et à Dampierre, toutes deux en Île-de-France,. En 1954, Danielle Darrieux achète aussi l'île déserte de huit hectares de Stibiden, dans le golfe du Morbihan, dont elle fait sa résidence secondaire. À la fin de sa vie, elle ne vient plus sur l'île et elle la laisse à sa famille, louant à la place une villa à Larmor-Baden, où elle vient jusqu'en 2015.
Vers 1994, elle rencontre Jacques Jenvrin, de vingt ans son cadet. Elle se retire avec lui dans une maison de Bois-le-Roi (Eure), où elle meurt en 2017.

## Théâtre
- 1937 : Jeux dangereux d'Henri Decoin, mise en scène Alfred Pasquali, Théâtre de la Madeleine
- 1945 : Tristan et Iseut de Lucien Fabre, mise en scène Alfred Pasquali, Théâtre Édouard-VII
- 1947 : L'amour vient en jouant de Jean-Bernard Luc, mise en scène Pierre-Louis, avec Claude Dauphin, Théâtre Édouard VII
- 1948 : Sérénade à trois de Noël Coward, mise en scène Jacques-Henri Duval, Théâtre des Célestins, tournée
- 1949 : Léocadia de Jean Anouilh et Un souvenir d'Italie de Louis Ducreux (en tournée et en alternance)
- 1952 : Évangéline d'Henri Bernstein, mise en scène de l'auteur, Théâtre des Ambassadeurs
- 1957 : Faisons un rêve de Sacha Guitry, avec Robert Lamoureux, Louis de Funès, Théâtre des Variétés
- 1959 : Le Chandelier d'Alfred de Musset, mise en scène Fernand Ledoux, avec Jacques Dacqmine, Fernand Ledoux, tournée Herbert
- 1963 : La Robe mauve de Valentine de Françoise Sagan, mise en scène Yves Robert, Théâtre des Ambassadeurs
- 1964 : La Robe mauve de Valentine de Françoise Sagan, mise en scène Yves Robert, Théâtre des Célestins
- 1965 : Secretissimo de Marc Camoletti, mise en scène Jacques Charon, Théâtre des Ambassadeurs
- 1965 : Comme un oiseau de Ronald Millar & Nigel Balchin, mise en scène Sacha Pitoëff, Théâtre Antoine
- 1966 : Laurette ou l'Amour voleur de Marcelle Maurette et Marc-Gilbert Sauvajon, mise en scène Pierre Fresnay, Théâtre de la Michodière
- 1968 : L'Amour en passant d'après Scènes de la vie d'une femme de Guy de Maupassant et La Maîtresse de Jules Renard, mise en scène Pierre Franck, Théâtre Montansier, tournée Herbert-Karsenty
- 1969 : L'Amour en passant, Théâtre des Célestins
- 1970 : Domino de Marcel Achard, mise en scène Pierre Mondy, avec Robert Lamoureux, Guy Tréjan, Daniel Ceccaldi, Théâtre des Variétés
- 1970 : Coco d'Alan Jay Lerner, Mark Hellinger Theatre à Broadway, avec René Auberjonois
- 1971 : Ambassador de Stone Widney (à Londres et à Broadway), chansons sur disque RCA
- 1972 : Folie douce de Jean-Jacques Bricaire et Maurice Lasaygues, mise en scène Michel Roux, Théâtre Marigny
- 1973 : Les Amants terribles de Noël Coward, mise en scène Raymond Gérôme, Théâtre Montparnasse, tournée Herbert-Karsenty
- 1974 : Domino de Marcel Achard, mise en scène Raymond Gérôme, tournée Herbert-Karsenty
- 1976 : Lucienne et le Boucher de Marcel Aymé, mise en scène Nicole Anouilh, Théâtre Saint-Georges
- 1978 : Boulevard Feydeau pièces de Georges Feydeau : Feu la mère de Madame, On purge bébé, mise en scène Raymond Gérôme, Théâtre des Variétés
- 1980 : La Bonne Soupe de Félicien Marceau, mise en scène Jean Meyer, Théâtre des Célestins, Théâtre Marigny
- 1981 : L'Intoxe de Françoise Dorin, mise en scène Jean-Laurent Cochet, avec Jacques Dufilho, Théâtre des Variétés
- 1982 : Potiche de Pierre Barillet et Jean-Pierre Grédy, mise en scène Pierre Mondy, tournée Herbert-Karsenty
- 1984 : Coup de soleil de Marcel Mithois, mise en scène Jacques Rosny, Théâtre des Célestins, tournée Herbert-Karsenty
- 1985 : Gigi de Colette, mise en scène Jean Meyer, Théâtre des Nouveautés
- 1986 : Adorable Julia de Marc-Gilbert Sauvajon d'après Somerset Maugham, mise en scène Jean-Paul Cisife, avec Raymond Pellegrin, Théâtre Hébertot, tournée Herbert-Karsenty
- 1988 : La Maison du lac d'Ernest Thompson, mise en scène Raymond Gérôme, avec Jean-Pierre Aumont, tournée Herbert-Karsenty
- 1989 : Adélaïde 90 de Robert Lamoureux, mise en scène Francis Joffo, Théâtre Antoine, tournée Herbert-Karsenty
- 1992 : George et Margaret de Marc-Gilbert Sauvajon & Jean Wall, mise en scène René Clermont, avec Jacques François, Théâtre des Bouffes-Parisiens, tournée Herbert-Karsenty
- 1993 : Ne coupez pas mes arbres de Marc-Gilbert Sauvajon, mise en scène Michel Roux, avec Jacques Dufilho, tournée Herbert-Karsenty
- 1995 : Harold et Maude de Colin Higgins, mise en scène Jacques Rosny, Théâtre des Bouffes-Parisiens
- 1997 : Ma petite fille, mon amour de Jean-Claude Sussfeld, mise en scène Yves Le Moign', Théâtre Montansier
- 1998 : Ma petite fille, mon amour de Jean-Claude Sussfeld, mise en scène Yves Le Moign', Théâtre Fontaine
- 1998 : Une douche écossaise de Philippe Collas et Éric Villedary, mise en scène Muriel Mayette, avec Dominique Lavanant, Théâtre des Bouffes-Parisiens
- 2001 : La Valse à Manhattan (L'Invitation à la valse) d'Ernest Thompson, adaptation Michel Blanc, mise en scène Jean-Luc Revol, avec Dominique Lavanant (en tournée)
- 2003 : Oscar et la Dame rose d'Éric-Emmanuel Schmitt, mise en scène Christophe Lidon, Comédie des Champs-Élysées
- 2003-2004 : Oscar et la Dame rose d'Éric-Emmanuel Schmitt, mise en scène Christophe Lidon, tournée

## Chansons et discographie
« Récemment, Bruel l’a conviée à participer à son album de reprises. Ce garçon a bonne mémoire : l’hirondelle Darrieux, qui fit le printemps du cinéma français ne charma pas que la pellicule, mais aussi la bande-son. C’est qu’à l’époque, peu après les débuts balbutiants du cinéma parlant, la chanson y allait de soi. Et la jeune Bordelaise, fille d’une pianiste et chanteuse, elle-même pianiste et violoncelliste, orna de son timbre ailé bien des scénarios plus ou moins mémorables. Ses toutes premières chansons filmiques étaient signées de l’auteur des insubmersibles Gars de la Marine. Mais l’actrice dut attendre 1941 pour connaître son premier "tube" : ce swinguant Premier Rendez-vous, tiré du film [homonyme], qui a gardé toute sa fraîcheur. (...) La « drôle de gosse » devenue grande dame du cinéma français y laisse l’empreinte, visuelle et vocale, d’un charme éblouissant. »

— Anne-Marie Paquotte à propos de reprises de chansons sur CD : Danielle Darrieux - Intégrale 1931-1951 (56 titres sur 2 CD - Fremeaux & Associés)

## Distinctions

### Récompenses

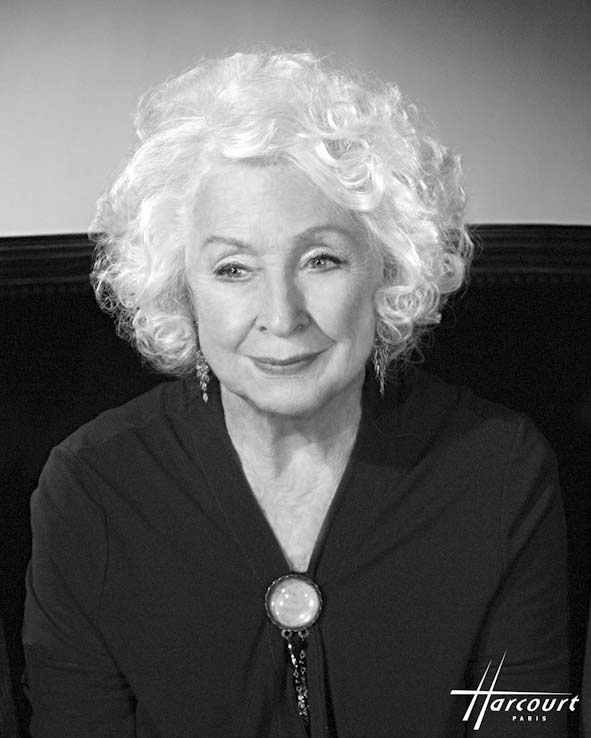
Danielle Darrieux en 2008, photographiée par le Studio Harcourt.

- Étoile de cristal 1955 : meilleure actrice pour Le Rouge et le Noir
- Prix de la meilleure actrice aux Victoires du cinéma français en 1957 [57] pour Typhon sur Nagasaki
- César 1985 : César d'honneur
- Molières 1997 : Molière d'honneur
- Molières 2003 : meilleure comédienne pour Oscar et la Dame rose
- Étoile d'Or du cinéma 2010 : Meilleure voix féminine pour Persepolis
- Globe de cristal 2010 : Globe de cristal d'honneur

### Nominations
- César 1983 : César de la meilleure actrice dans un second rôle pour Une chambre en ville
- César 1987 : César de la meilleure actrice dans un second rôle pour Le Lieu du crime (film)
- César 2003 : César de la meilleure actrice dans un second rôle pour Huit femmes
- Lumières 2007 : Lumière de la meilleure actrice pour Nouvelle Chance
- Raimus 2007 : meilleure actrice de comédie pour Nouvelle Chance

### Décorations
- Commandeur de la Légion d'honneur (9 avril 2004)[58]
- Officier de l'ordre des Arts et des Lettres [Quand ?] [réf. souhaitée]

### Hommages
Du 7 janvier au 2 mars 2009, un hommage à Danielle Darrieux été rendu à la Cinémathèque française à Paris, avec une programmation spéciale de plus de 90 films de sa filmographie.
Un autre hommage lui a été rendu par Michel Drucker dans l'émission Vivement dimanche enregistrée le 24 février 2010, au cours de laquelle elle était entourée d'amis tels que Paulette Dubost et Charles Aznavour.
Dans le film Inglourious Basterds (2009) de Quentin Tarantino, Danielle Darrieux est évoquée lors d'un dialogue entre le projectionniste et la jeune femme dans la cabine de projection, durant la préparation de l'attentat contre Hitler.
Son nom est évoqué dans le dernier épisode de la saison 3 de la série française Dix pour cent.

#### Ouvrages
- Danielle Darrieux et Jean-Pierre Ferrière (collaborateur) (préf. Jean-Claude Brialy), Danielle Darrieux : Filmographie commentée par elle-même, Paris, Ramsay, coll. « Cinéma », 1995, 215 p., 29 cm (ISBN 2-84114-113-6, BNF 35822605)
- Danielle Darrieux et Jean-Pierre Ferrière (collaborateur) (préf. Jean-Claude Brialy), Danielle Darrieux : Filmographie commentée par elle-même, Paris, Ramsay, coll. « Ramsay Cinéma », 2003, 215 p., 29 cm (ISBN 2-84114-676-6, BNF 39067844)
- Henry-Jean Servat, Les Trois Glorieuses : Danielle Darieux, Michèle Morgan, Micheline Presle, Paris, Pygmalion, 30 avril 2008, 267-[8], 24 cm (ISBN 978-2-7564-0193-5, BNF 41253159) ; Henry-Jean Servat et le réalisateur Pierrick Bequet ont adapté ce livre en un documentaire de 2 heures, portant les mêmes titre et sous-titre, produit en 2011 par Cinétévé, (BNF 42512317).
- Jérôme Bimbenet, Voyage à Berlin : Danielle Darrieux sous l'Occupation, Paris, Tallandier, 2023, 304 p. (ISBN 979-10-210-5688-6, BNF 47249338).
- L'@ide-Mémoire - Volume 1 (2006) - Informations sur L'@ide-Mémoire
- Dominique Delouche, Max & Danielle : Les années Darrieux de Max Ophuls, Grandvilliers, La Tour verte, coll. « La Muse celluloïd », 20 février 2011, 132 p., 20 cm (ISBN 978-2-917819-08-1, BNF 42383610)
- Christian Dureau, Danielle Darrieux : 80 ans de carrière, Paris, D. Carpentier, coll. « Stars de l'écran », 1er décembre 2011, 141 p., 25 cm (ISBN 978-2-84167-741-2, BNF 42573641)
- Clara Laurent, Danielle Darrieux, une femme moderne, Paris, Hors collection, coll. « Cinéma », 27 avril 2017, 443 p., 24 cm (ISBN 978-2-258-14477-4).
- Christian Berger, « Nécrologie des personnalités disparues en 2017 : Danielle Darrieux », L'Annuel du Cinéma 2018, Editions Les Fiches du cinéma, Paris, 2018, 800 p., p. 766-767,  (ISBN 978-2-902-51632-2)
- Jean-Noël Grando (préf. Jean-Claude Carrière), Danielle Darrieux, Stradivarius de l'écran, Albi, Un Autre Reg'art, octobre 2018, 199 p. (ISBN 978-2-900803-03-5)
- Gwénaëlle Le Gras et Geneviève Sellier, Danielle Darrieux ou la traversée d'un siècle, Bordeaux, PU Bordeaux , 4 juin 2020, 345 p., 24 cm  (ISBN 979-10-300-0489-2)

### Documentaire
- Pierre-Henri Gibert, « Danielle Darrieux, il est poli d'être gai » (52 min), Arte, Les Films d'Ici, Ciné+, Institut national de l'audiovisuel, Radio Télévision Suisse, TV5 Monde, 2019. [présentation en ligne]

### Ressource radiophonique
- Fabrice Drouelle, « Danielle Darrieux dans le train de la honte » [audio], émission Affaires sensibles (50 min), France Inter, 29 mars 2025 (rediffusion du 6 septembre 2023). Récit documentaire puis entretien avec l'historien Jérôme Bimbenet, auteur du livre Voyage à Berlin - Danielle Darrieux sous l’Occupation (cf. section « Bibliographie »).